# The British School of Lomé
Pour les articles homonymes, voir BSL.
La British School of Lomé (BSL) est une école britannique située à Lomé au Togo. BSL est un internat exclusif fondé en 1983.

## Anciens élèves
- Umar Farouk Abdulmutallab[2]